# Institut Valencià de Competitivitat Empresarial
L’Institut Valencià de Competitivitat Empresarial (IVACE) és una entitat de dret públic adscrita a la Conselleria d’Economia, Indústria, Turisme i Ocupació de la Generalitat Valenciana. L’IVACE va ser creat en octubre de 2012 mitjançant el Decret llei de Mesures de Reestructuració i Racionalització del Sector Públic Empresarial i Fundacional de la Generalitat en substitució de l’Institut de la Petita i Mitjana Indústria de la Generalitat Valenciana (IMPIVA), assumint a més els àmbits competencials de l’AVEN, SEPIVA, IVEX i la seva filial IVEX INC.

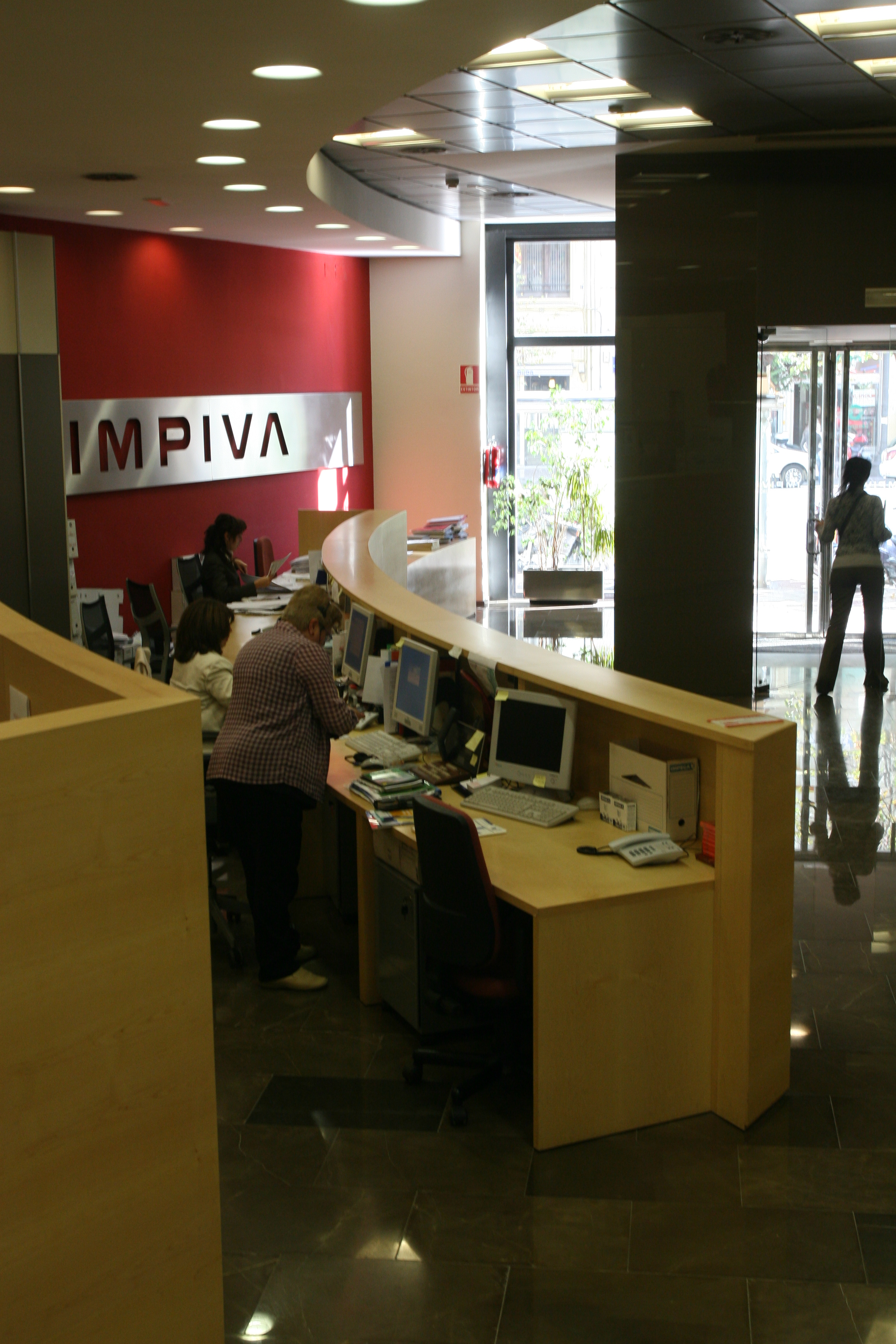
Interior de la seu del seu predecessor, l'IMPIVA (2006)

L'IMPIVA va ser un organisme públic creat el 1984 creat per la llei de la Generalitat Valenciana 2/84 i adscrit a la Conselleria d'Economia, Indústria i Comerç. L'IMPIVA va ubicar la seu a la ciutat de València, concretament al número 6 de la plaça de l'Ajuntament, després de la reforma d'un edifici de la dècada 1930 amb una decoració interior ultravanguardista que va rebre diversos premis.

## Funcions i estructura
L’IVACE gestiona la política industrial del Consell i dona suport a les empreses en matèria d’innovació, emprenedoria, internacionalització i captació d’inversió, així com la promoció d’enclavaments tecnològics, la seguretat industrial de productes i instal·lacions industrials, la metrologia, vehicles i empreses i el foment de l’estalvi, l'eficiència energètica i les fonts d’energies renovables, així com la gestió de la política energètica de la Generalitat.
Quant a la seva estructura, l’IVACE està presidit pel conseller amb competències en matèria d’indústria, que encapçala també el Consell de Direcció. Aquest està integrat a més pel secretari autonòmic amb competències en matèria d’Economia, el secretari autonòmic d’Indústria i el secretari autonòmic en matèria de Comerç, a més del subsecretari/a de la Conselleria d’Economia, Indústria, Turisme i Ocupació, el director general del Sector Públic Empresarial, el director general amb competències en matèria de Hisenda i fins a sis vocals més en representació d’institucions, associacions i organitzacions de caràcter econòmic i social.
La direcció general de l’IVACE està ocupada pel director general de la Conselleria amb competències en matèria d’Indústria, i compta amb dues direccions adjuntes ocupades pels directors generals en matèria d’Energia i Internacionalització respectivament. Així mateix, l’entitat compta amb un auditor intern independent, que dependrà funcionalment de la Corporació Pública Empresarial Valenciana.

## Programes
El 2023, l’IVACE va oferir els programes d’ajudes per al finançament de projectes d’innovació de producte, d’innovació de processos i per al desenvolupament de solucions innovadores en l’àmbit de la informàtica, electrònica i les comunicacions. Aquests programes, emmarcats dins del Pla de R+D+i Empresarial de l’IVACE, estaven dotats amb un pressupost de 10 milions d’euros finançats en un 60% per la Unió Europea a través dels Fons Feder per al País Valencià en el període 2021 a 2027.
En energia, va ampliar en 800.000 euros el pressupost per al suport econòmic de projectes d’energies renovables tèrmiques en el sector residencial i els sectors productius. El pressupost total del programa d’energies renovables tèrmiques, que s'emmarca dins del Pla de Recuperació, Transformació i Resiliència Europeu, va ascendir a 10,24 milions d’euros.